# Кубок Ліхтенштейну з футболу 2007—2008
Кубок Ліхтенштейну з футболу 2007–2008 — 63-й розіграш кубкового футбольного турніру в Ліхтенштейні. Титул здобув Вадуц.

## Календар
| Раунд        | Дата                         | Матчі | Клуби   |
| ------------ | ---------------------------- | ----- | ------- |
| Перший раунд | 11-22 серпня 2007            | 4     | 16 → 12 |
| Другий раунд | 18-19 вересня 2007           | 4     | 12 → 8  |
| 1/4 фіналу   | 22 жовтня - 7 листопада 2007 | 4     | 8 → 4   |
| 1/2 фіналу   | 1-2 квітня 2008              | 2     | 4 → 2   |
| Фінал        | 1 травня 2008                | 1     | 2 → 1   |

## Перший раунд
| Команда 1      | Рахунок | Команда 2    |
| -------------- | ------- | ------------ |
| 11 серпня 2007 |         |              |
| Руггелль II    | 0:1     | Бальцерс III |
| Трізенберг II  | 0:6     | Шан Аццуррі  |
| 12 серпня 2007 |         |              |
| Вадуц III      | 1:8     | Трізен       |
| 22 серпня 2007 |         |              |
| Трізен II      | 0:2     | Вадуц-2      |

## Другий раунд
| Команда 1       | Рахунок | Команда 2   |
| --------------- | ------- | ----------- |
| 18 вересня 2007 |         |             |
| Бальцерс II     | 2:1     | Трізенберг  |
| Трізен          | 0:4     | Шан         |
| 19 вересня 2007 |         |             |
| Бальцерс III    | 0:6     | Шан Аццуррі |
| Вадуц-2         | 0:10    | Бальцерс    |

## 1/4 фіналу
| Команда 1        | Рахунок | Команда 2   |
| ---------------- | ------- | ----------- |
| 23 жовтня 2007   |         |             |
| Бальцерс II      | 0:5     | Вадуц       |
| 30 жовтня 2007   |         |             |
| Руггелль         | 1:0     | Бальцерс II |
| 31 жовтня 2007   |         |             |
| Шан              | 1:4     | Ешен-Маурен |
| 7 листопада 2007 |         |             |
| Ешен-Маурен II   | 0:8     | Бальцерс    |

## 1/2 фіналу
| Команда 1     | Рахунок | Команда 2 |
| ------------- | ------- | --------- |
| 1 квітня 2008 |         |           |
| Руггелль      | 0:9     | Вадуц     |
| 2 квітня 2008 |         |           |
| Ешен-Маурен   | 1:3     | Бальцерс  |

## Фінал
| 1 травня 2008 |

| Вадуц                                        | 4:0      | Бальцерс |
| -------------------------------------------- | -------- | -------- |
| Гроссклаус 29' Гаспар 37', 59' Алешандре 81' | Протокол |          |

| Райнпарк, Вадуц Глядачів: 1 200 Арбітр: Рето Йоганн |